# IJ (estany)
L'IJ és mig riu, mig estany, eixit de la canalització i l'assecament d'un antic braç de mar del mateix nom als Països Baixos, que avui és d'aigua dolça. L'IJ interior separa el centre històric d'Amsterdam del barri Amsterdam-Nord. El nom és etimològicament entroncat amb molts altres rius i estanys com l'Aa, l'Ae, Isar i l'IJzer i només vol dir aigua. A l'edat mitjana es van construir molts dics a ambdós marges del braç de mar, que a poc a poc va perdre el seu caràcter de braç de mar per a esdevenir riu i estany.
Al segle xix es va decidir d'assecar encara més per a crear pòlders, per construir un canal cap al Mar del Nord, el canal de la mar del Nord (1876) i un port nou a IJmuiden (un topònim que vol dir «embocadura de l'IJ»). En aquesta època també s'han construït diverses illes, per a fer molls, drassanes i pel ferrocarril i l'estació d'Amsterdam. Això va tancar la ciutat del seu 'front de mar' (o front de riu) i va desplaçar el port. L'IJ té un rol important per al proveïment d'aigua potable a l'àrea metropolitana d'Amsterdam. Com que el riu rega una regió molt urbanitzada, sempre hi ha hagut molts ferris. Després de la construcció de ponts i túnels, el seu rol ha minvat, tret pels ciclistes i els vianants.

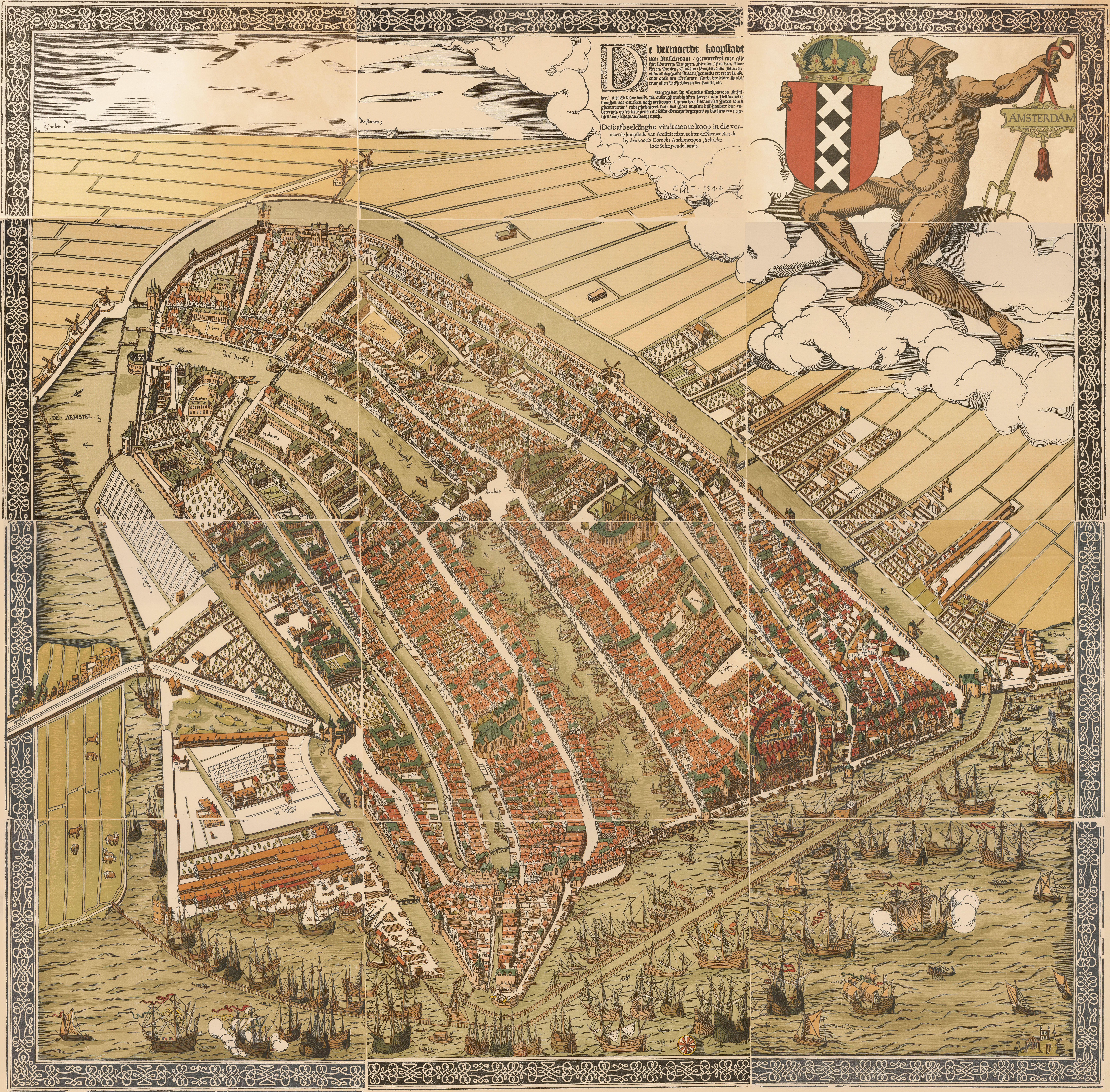
Amsterdam l'any 1544, per Cornelis Anthonisz L'IJ (i el nord) es troben a baix
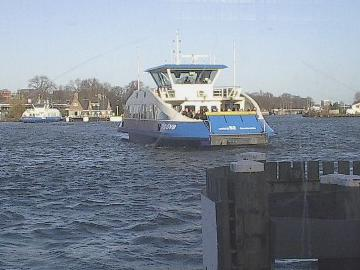
El ferri a l'IJ darrere l'estació central d'Amsterdam
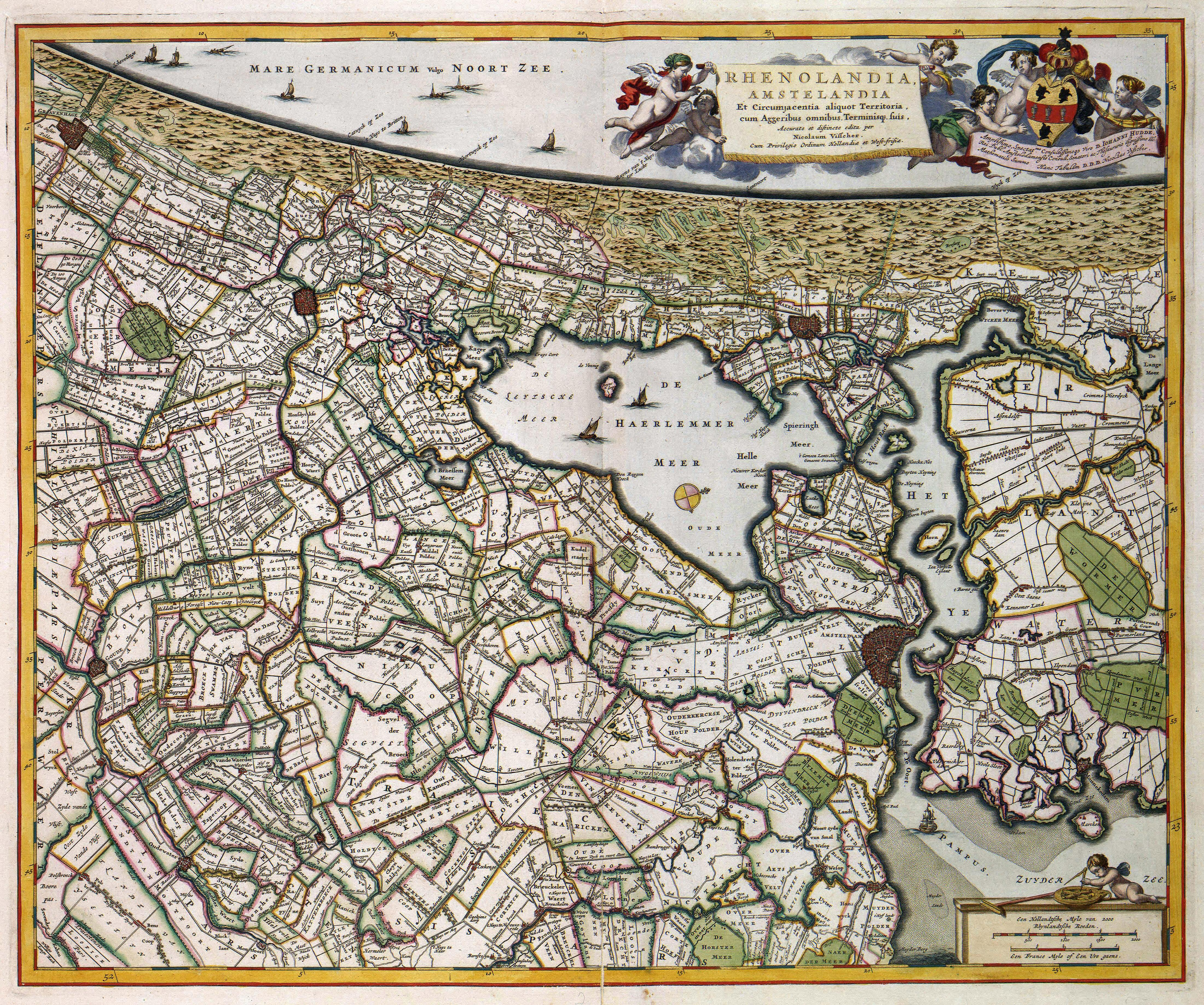
Mapa de 1681 que mostra la situació de la badia d'Ij (Het Ij) abans de ser parcialment dessecada. Tingueu en compte que el nord és a la dreta.